# Personaggi di Visitors
In questa voce sono elencati i personaggi delle serie televisive di fantascienza V – Visitors e Visitors.
Nota: V - Visitors è il titolo dato in Italia a due miniserie televisive statunitensi: V e V: The Final Battle, trasmesse in tale Paese come un'unica miniserie, le cui vicende sono proseguite con un serial televisivo in 19 puntate intitolato sempre V (in Italia Visitors).

## Visitors

### Diana

Diana

Diana (D'na) compare nella miniserie V - Visitors del 1983 e del 1984 e nella serie televisiva Visitors. È interpretata dall'attrice americana Jane Badler.
Diana è una delle menti più geniali e perfide dei visitatori, sempre in combutta con intrighi e raggiri. Comanda le due astronavi madre che stazioneranno su Los Angeles. Diana è una donna crudele e sadica, che prova piacere nel far del male al prossimo. La sua ossessione per la ricerca del potere non ha eguali, e pur di raggiungere i suoi obiettivi è disposta a tutto, anche ad assassinare i suoi superiori. Tra le sue ricerche scientifiche principali c'è la Camera di Conversione con cui plagiava le menti degli umani, ed Elizabeth Maxwell, la figlia dello spazio, che per ironia della sorte diventa la chiave della sua disfatta. Diana si può considerare la vera antagonista della serie.

#### V - Visitors
Diana, figlia di Harrison (Hrs'on), un diplomatico, e di Patricia (Ptr'ca), un sicario, iniziò l'Accademia Militare riuscendo a diventare ufficiale scientifico. Divenuta l'amante del Capo (nome che indica il supremo comandante extraterrestre), lo convince ad invadere il pianeta Terra. Grazie ad una sua conversazione tenutasi con Steven, il giornalista Mike Donovan scopre la realtà delle loro intenzioni e del loro aspetto.
Diana è sotto il comando di John ma ha molta libertà di azione nella guerra contro la Resistenza. In seguito arriva Pamela, di grado più alto di lei, che la ostacola in tutto: finirà con l'ucciderla. Verso la fine della serie, quando scoprono il modo di eliminare gli alieni, lei uccide John e decide di attivare un'arma nucleare, cosa che viene scongiurata grazie ad Elizabeth Maxwell. La serie termina con Diana che fugge.

#### Visitors
La storia riprende nella serie tv Visitors realizzata poco tempo dopo.
Inizialmente catturata, riesce poi a fuggire e a raggiungere la flotta nascosta dietro la Luna ed affidata nel frattempo a Lydia. Diana assume il ruolo di Comandante Supremo ed è lei a comandare la flotta fino all'arrivo del Comandante Charles, il quale la nomina addetta alle ricerche scientifiche.
Charles la sposa con l'intenzione di spedirla lontano, mentre Lydia, cercando di avvelenare lei, finisce con l'avvelenare invece lo sposo, che muore. Dall'indagine condotta per far luce sull'accaduto si deduce che la colpa sia invece della farmacista Marta, in realtà era un piano delle due donne.
Philip, un alieno, si unisce ai terrestri quando scopre la verità su Diana che tenta più volte di ucciderlo. La storia termina con Diana che cerca di uccidere il Capo ma viene scoperta e incarcerata. Nelle ultime scene dell'episodio, Diana comunica a James di aver lasciato una bomba all'interno dell'astronave del Capo.

#### V
Nel 2009 è stata realizzata una serie televisiva che sarebbe una sorta di remake della serie originale, intitolato V. In questa nuova serie a prendere il comando dei Visitors è Anna, figlia della regina Diana. Nella seconda stagione si aggiunge ai protagonisti Diana (interpretata ancora da Jane Badler), nonna di Lisa che, tramite quest'ultima, diventa alleata della Quinta Colonna. Va però detto che la Diana della serie del 2009 non è la stessa della serie originale, ma un altro personaggio con lo stesso nome e interpretata dalla stessa attrice. 

### John
È l'ammiraglio della prima flotta che giunge sulla Terra, ed è il primo visitatore a mostrarsi pubblicamente agli esseri umani. I terrestri lo appellano col grado di Comandante Supremo. Quando vengono sconfitti con la tossina rossa, Diana pensa bene di far esplodere un'arma nucleare per disintegrare la Terra; John cerca di impedirglielo poiché non voleva avere sulla coscienza una simile strage e per questo motivo Diana lo uccide.

### Brian
È uno dei migliori uomini di Diana, nonché suo amante. Viene incaricato da Diana di sedurre e ingravidare Robin Maxwell, allo scopo di dare alla luce un ibrido terrestre-visitatore, Elizabeth Maxwell. Viene poi usato come cavia dalla resistenza per testare la tossina rossa che scaccerà i visitatori nella prima serie. Sarà Robin stessa, per vendicarsi, ad usare la tossina su di lui e quindi a ucciderlo. Brian morirà davanti ai suoi occhi.

### Steven
Steven è il capo della sicurezza, al servizio di Diana. Stringe un sodalizio d'interesse con Eleanor Dupres che gli permette di ottenere preziose informazioni contro i ribelli. Nonostante tutto Steven fallisce spesso i suoi obiettivi, e alla fine resta ucciso durante un'incursione dei ribelli.

### Pamela
Pamela è uno dei superiori di Diana, mandata sull'astronave madre per controllare il suo operato. Viene assassinata da Diana stessa, che fa poi ricadere la colpa sulla Quinta Colonna.

### Lydia
Nella seconda serie, Lydia è il comandante in seconda di Diana. Perfida ed astuta quanto quest'ultima, Lydia si punzecchia in continuazione con Diana. Le due arrivano perfino ad attentare reciprocamente alle proprie vite. Molto spesso i loro piani contro i ribelli non hanno buon fine proprio per colpa del loro odio e del loro antagonismo. Però a differenza di Diana, Lydia sembra comunque avere un cuore, infatti quando Diana per una ripicca sta per sacrificare Nigel, il fratello di Lydia, quest'ultima è disperata, dimostrando così di tenere effettivamente a qualcuno.

### Charles
È il superiore di Lydia e di Diana, mandato sull'astronave madre per supervisionare il loro operato. Ha un legame speciale con Lydia verso la quale sembra provare qualcosa. Oltre ad essere molto gettonato dalle visitatrici donne, Charles è anche un formidabile combattente; è l'unico che in un combattimento contro Mike Donovan, riesce ad avere la meglio su di lui con una facilità disarmante. Viene avvelenato ed ucciso da Diana stessa, che fa poi ricadere la colpa su Marta, un'altra visitatrice.

### Klaus
Fanatico della guerra, Klaus è un combattente eccezionale. Esperto nelle tecniche di assassinio e nelle arti marziali, riceve l'incarico di addestrare i giovani umani convertiti ed i giovani visitatori nella tecnica della lotta. Uno dei suoi migliori allievi è Sean Donovan, figlio di Mike Donovan. Nel tentativo di salvare il figlio e di liberargli la mente dagli influssi dei visitatori, Mike si scontra più volte con Klaus e alla fine riesce ad ucciderlo. Nonostante ciò, Mike fallirà nell'intento di riportare a casa Sean.

### Daniel
Uno dei tanti ufficiali su cui Diana mette gli occhi. Usato come amante fino a quando le faceva comodo, la perfida Diana non si fa scrupoli ad eliminarlo al primo errore commesso.

### Jacob
È una delle menti più brillanti dei visitatori. Geniale scienziato non vedente, pluridecorato, Jacob è un visitor buono e pacifista che aborrisce ogni forma di violenza. Nonostante tutto Diana non si fa problemi ad utilizzare le sue invenzioni per i propri subdoli scopi. Sentendosi responsabile della morte di molti terrestri e visitatori, Jacob sacrifica la vita per distruggere la sua più potente e pericolosa invenzione, ossia le linee di forza, barriere invisibili che disintegravano chiunque le attraversasse.

### James
Il tenente James, dei servizi segreti dei visitatori, diventa il braccio destro di Diana, e con lei ordisce in continuazione piani diabolici e subdoli. Il più delle volte, però, questi piani falliscono o vengono sabotati dalla resistenza.

### John Langley
John Langley è un visitatore che viene infiltrato da Diana nella resistenza di Mike Donovan, allo scopo di sedurre Robin Maxwell e metterla nuovamente incinta; l'obiettivo di Diana è quella di dare alla luce un'altra figlia dello spazio il cui DNA è la chiave per creare un antidoto contro la polvere rossa che ricopre metà della Terra. John tuttavia viene scoperto ed ucciso da Oliver, un visitatore della Quinta Colonna.

### Angela
Angela è un'abile combattente, nonché sicaria di prima categoria e maestra nelle arti marziali. Esperta in assassini politici, viene assoldata da Diana per uccidere Philip, la cui presenza sull'astronave madre stava minando il suo potere. Viene però uccisa da Glenda, una visitatrice della Quinta Colonna, che la elimina per proteggere il suo bambino.

### Marta
Gestisce sull'astronave madre, un negozio di pozioni e profumi. Commetterà il grossolano errore di regalare a Lidya una pozione di veleno di gatto, la stessa pozione che poi Diana userà per assassinare Charles. Proprio grazie a questo particolare Diana e Lidya riescono a far ricadere la colpa dell'assassinio sulla povera Marta che viene condannata a vagare alla deriva nello spazio in un sarcogafo di vetro accanto al cadavere di Charles.

### Nigel
È il fratello di Lydia, che Diana cerca di uccidere sfruttando una festa tradizionale secondo la quale il soldato più giovane della flotta sarebbe stato sacrificato. Diana fa quindi trasferire Nigel alla propria flotta al solo scopo di ucciderlo durante la suddetta festività, per fare un dispetto a Lydia. Alla fine però questa, grazie anche all'aiuto di Philip, riesce a fermare il sacrificio e a salvare il giovane Nigel.

### Oswald
È un visitatore dall'apparenza tranquillo, ma in realtà è molto crudele e cinico. Il suo principale interesse è quello di fare esperimenti su cavie umane e di sezionare cadaveri. Ha tendenze omosessuali.

## Quinta Colonna
La Quinta Colonna era una fazione segreta e separatista dei visitatori, e comprendeva coloro che erano contrari alla politica di conquista e sterminio attuata nei confronti dei terrestri. In ogni astronave madre che staziona sulla Terra, è presente una Quinta Colonna. Il loro aiuto è fondamentale per la vittoria dei terrestri. Nella serie il primo riferimento a tale gruppo è quando Mike Donovan parla con Martin mentre fugge dall'astronave madre. Nel corso della serie appoggeranno la Resistenza e li aiuteranno a diffondere i batteri della polvere rossa, capace di uccidere gli alieni.

### Martin
Martin è la guida della Quinta Colonna di Los Angeles, nonché contatto principale di Mike Donovan e dei ribelli. Quando i visitatori vengono scacciati con la tossina rossa, Martin rimane a vivere sulla Terra diventando aiutante-reporter di Mike Donovan. Nel tentativo di eliminare Diana, viene ucciso proprio da questa.

### Willie
Personaggio interpretato da Robert Englund (più noto come Freddy Krueger di Nightmare). Timido ed impacciato, Willie si dimostra subito un visitatore dall'animo buono e gentile. Rischia la vita per salvare quella del padre di Elias, si innamora di una terrestre, aiuta Robin a partorire la figlia dello spazio, e si dimostra sempre fedele alla resistenza.

### Barbara
Un'avvenente visitatrice che aiuta Mike Donovan a fuggire dall'astronave madre dove era stato fatto prigioniero. Barbara è il braccio destro di Martin. Molto caratteristica la battuta che fece Mike Donovan nei suoi confronti, quando la vide spogliarsi per dare la propria divisa al ribelle: "Hai poco dell'iguana".

### Philip
Philip è il fratello di Martin, nonché uno stimato ufficiale ed esperto di arti marziali. Inizialmente cerca di uccidere Mike Donovan, per vendicare il fratello, ma poi scopre la verità e cioè che Martin è stato ucciso da Diana. Da quel momento Philip diventa un componente della Quinta Colonna, nonché il nuovo contatto di Mike Donovan. Alla fine della serie, Philip avrà un ruolo-chiave nella pace definitiva tra i visitatori ed i terrestri. Infatti, un po' di tempo dopo essere entrato nella Quinta Colonna, Philip tornerà nel pianeta dei visitatori e con la sua oratoria convincerà il Superiore che la collaborazione con i terrestri può dare maggiori frutti rispetto alla loro conquista; a quel punto le ostilità vengono cessate!

### Oliver
Oliver è uno studente in medicina che viene catturato dalla resistenza affinché curi Willie precedentemente ferito durante uno scontro a fuoco coi visitatori. Il giovane fallisce nell'intento, ma Willie viene comunque salvato dai poteri curativi di Elizabeth. Oliver a quel punto confessa di appartenere alla Quinta Colonna, ed aiuta Mike Donovan e compagni a distruggere un deposito di armi dei visitatori.

### Robert
Grazie a Robert, la resistenza riesce ad evitare una trappola tesa loro da Diana. A causa di ciò Robert, e sua moglie Glenda, sono costretti a fuggire dall'astronave madre, ma nel tentativo la loro navicella precipita. Salvati da Mike Donovan, Willie e Kyle Bates, si rifugiano con loro in un magazzino che viene preso d'assalto dai visitatori. Alla fine, grazie a Philip, i braccati riescono a salvarsi. Robert e Glenda, la quale intanto aveva partorito un bambino, vengono condotti su un'isola del Pacifico del sud dalla Quinta Colonna, così che Diana non possa raggiungerli.

### Glenda
È la moglie di Robert. Durante un assalto ad un magazzino, Glenda partorisce un bambino, e Willie viene nominato padrino dello stesso bambino. Per proteggere il suo piccolo, Glenda non esiterà ad uccidere la perfida Angela. Assieme al marito Robert, viene condotta su un'isola del Pacifico del sud dalla Quinta Colonna, così che Diana non possa raggiungerli.

### Thelma
È la promessa sposa di Willie. Le loro famiglie combinarono il matrimonio ancora prima della loro nascita, nonostante tutto, però, Willie e Thelma si sono amati lo stesso, e dopo molti anni si rincontrano sull'astronave madre, a guerra conclusa.

## Collaboratori dei visitors
Sarebbero i cosiddetti "collaborazionisti", ossia esseri umani che, per potere o profitto personale, si alleano con i visitatori, invece di combatterli.

### Daniel Bernstein
All'inizio del serial appare come un ragazzo per bene. All'arrivo degli alieni, però, ne resta totalmente affascinato, al punto da entrare a far parte degli Amici dei Visitatori, un'organizzazione che permetteva ai giovani terrestri di collaborare con i visitatori stessi. Nel giro di poco tempo, Daniel fa molta carriera, al punto che gli viene affidato il comando di un intero plotone di visitatori. La sua fedeltà agli alieni è superata solo dalla sua ingenuità, ed infatti al primo errore viene subito punito e condotto nei laboratori per essere impacchettato come cibo.

### Eleanor Dupres
(Interpretata da Neva Patterson).
È la madre di Mike Donovan, ma caratterialmente ha poco a che vedere con il figlio. Eleanor infatti è una donna avida e perfida che non esita ad allearsi con i visitatori per raggiungere il potere che desidera. Risposatasi con Arthur Dupres dopo la morte del primo marito George, all'arrivo dei visitors l'azienda di suo marito diventa posto di lavoro per molti alieni. Essendo una persona di una certa importanza nelle sfere altolocate di Los Angeles, viene usata dagli alieni come loro portavoce ufficiale. Durante un'incursione della Resistenza nel quartier generale sulla Terra, tradisce i visitatori, ormai sconfitti, e tenta di convincere la Resistenza di essere stata loro prigioniera, venendo così uccisa per vendetta da Steven.

### Kristine Walsh
Affermata giornalista, ed amica di Mike Donovan, Kristine si lascia raggirare da Diana che la sfrutta promettendogli una carriera brillante, in cambio della sua propaganda a favore dei visitatori. Alla fine Kristine si redime, ed in mondovisione svelerà chi sono in realtà i visitatori. Ciò le costerà la vita, infatti viene uccisa da Diana.

### Nathan Bates
Nathan Bates, padre di Kyle Bates, è un potente uomo d'affari, capo della ricerca scientifica di Los Angeles e proprietario della fabbrica che produce la "polvere rossa" (letale per i visitatori). Per cercare di salvaguardare la città di Los Angeles, Nathan Bates stringe un accordo con la perfida Diana, e grazie a tale accordo Los Angeles resta fuori dal controllo dei visitatori. Rimane accidentalmente ferito durante un piano ordito da Charles ai danni della resistenza. Uscito dal coma qualche tempo dopo, Nathan viene ucciso da mister Chang, desideroso di spodestarlo e di prendersi il controllo di Los Angeles.

### Mister Chang
Mister Chang è un orientale al servizio di Nathan Bates. Esperto di arti marziali e di tecniche di tortura, è uno degli uomini migliori di Bates. Tuttavia, quando quest'ultimo rimane gravemente ferito, mister Chang non si fa scrupoli a prendere il posto di Nathan Bates e ad ucciderlo, continuando per profitto personale a mantenere accordi con i visitatori. Viene eliminato da Kyle Bates per vendicare il padre.

### Sean Donovan
È il figlio di dieci anni di Mike Donovan. Rapito dagli alieni, viene plagiato nella Camera di Conversione di Diana. Tornato sulla Terra, i visitatori lo infiltrano nella resistenza, ma i ribelli scoprono la verità. Nella seconda serie, Sean riapparirà completamente manipolato; il giovane è stato infatti addestrato nell'arte della guerra da Klaus, diventando un vero e proprio sicario al servizio dei visitatori. Mike Donovan cercherà di riportarlo da lui, ma fallisce nel tentativo.

## Resistenza

### Mike Donovan
È uno dei personaggi principali di tutta la serie. Reporter spericolato, sempre in cerca dello scoop, Mike Donovan è il primo a scoprire la reale natura dei visitatori. Cerca di diffondere quanto scoperto, ma nessuno gli crede. Comincia allora a combattere da solo i visitatori, e alla fine le sue azioni lo conducono ad unirsi alla resistenza di Juliet Parrish, diventandone poi il vero capo. È alla testa di tutti i ricercati dei visitatori. È sentimentalmente legato a Juliet Parrish, anche se non è ben chiaro quale sia il loro effettivo legame, se stiano effettivamente insieme oppure no.

### Juliet Parrish
Scienziata e dottoressa, Juliet Parrish è colei che organizza la resistenza di Los Angeles, radunando i ribelli da ogni fronte. È una donna molto forte, al punto che resiste perfino alla Camera di Conversione di Diana. Per quanto detesti ammetterlo, la sua filosofia di base, per tenere salda la resistenza, è quella di essere disposta a sacrificare una persona per salvarne cento. È sentimentalmente legata a Mike Donovan, anche se non è ben chiaro quale sia il loro effettivo legame, se stiano effettivamente insieme oppure no.

### Elizabeth Maxwell
Elizabeth è la ragazza dello spazio, nata da un esperimento scientifico di Diana, che costringe il visitatore Brian a sedurre ed ingravidare Robin Maxwell. Lo sviluppo sia fisico che mentale di Elizabeth è molto precoce, infatti nel giro di poco tempo cresce diventando una bambina di circa otto anni. Nella seconda serie subisce un'ulteriore mutazione, trasformandosi in una bellissima ragazza di circa diciotto anni. Elizabeth possiede dei poteri psichici paranormali, è capace di spostare gli oggetti con il pensiero, di controllare congegni elettronici come computer e astronavi, di guarire le ferite, di parlare per nome di altri, e di tanti altri prodigi. Nell'ultima puntata Elizabeth diventa la chiave per instaurare la pace tra i terrestri ed i visitatori. È la fidanzata di Kyle Bates.

### Robin Maxwell
È la madre di Elizabeth. Nella prima serie appare come una ragazza capricciosa, che pur di restare vicina al visitatore Brian di cui si era presa una cotta, non esita a mettere in pericolo il padre, allora scienziato e per tale motivo ricercato. Possedendo una particolare predisposizione genetica atta a dare alla luce un ibrido, Robin viene scelta da Diana per un esperimento scientifico: la fa mettere incinta da Brian, e dal loro rapporto nasce Elizabeth. Le sofferenze patite nel portare avanti una gravidanza aliena, fanno crescere Robin che nella seconda serie diventa un po' più matura e forte.

### Elias Taylor
Elias era un delinquente di strada, nonché topo di appartamenti e spacciatore. Non è mai andato d'accordo con il fratello, l'affermato medico Benjamin Taylor, tuttavia quando questo viene ucciso dai visitatori, Elias si rimbocca le maniche ed entra a far parte dei ribelli. I suoi contatti nella malavita si rivelano fondamentali per l'organizzazione della resistenza. Viene ucciso nella seconda serie da un disintegratore dei visitatori.

### Ham Tyler
Ham Tyler è stato interpretato da Michael Ironside. Quando la resistenza di Los Angeles, capeggiata da Mike Donovan e Juliet Parrish, fa il suo primo vero colpo, smascherando i visitatori in mondovisione, i ribelli vengono contattati da Ham Tyler, un killer professionista nonché esperto di esplosivi; Ham spiega ai ribelli che nel mondo si è creata una fitta organizzazione che mette in contatto tutti i gruppi sparsi dei ribelli. Grazie a lui, la resistenza entra a far parte dell'organizzazione e da allora fa un salto di qualità; infatti da quel momento i ribelli hanno a disposizione congegni tecnologici adatti a combattere i visitatori. Ham Tyler è una persona cinica e burbera, ma la sua grande esperienza nel campo tattico, strategico e militare si rivelerà essere fondamentale per la resistenza. Ogni tanto fa trasparire una certa sensibilità, come quando dovrà spiegare a Donovan che suo figlio è stato manipolato dagli alieni, oppure quando si traveste a Natale da Babbo Natale per rallegrare dei bambini.

### Kyle Bates
Kyle è il figlio di Nathan Bates, ma ben poco ha da spartire con il padre. Kyle, infatti, non è d'accordo con il patto che Nathan ha stretto con Diana, che prevede che Los Angeles resti fuori dal controllo dei visitatori. Tra padre e figlio c'è sempre un costante conflitto, che si inasprisce poi quando Kyle entra a far parte della resistenza di Mike Donovan; ed è proprio qui che Kyle conosce Elizabeth Maxwell della quale si innamora, sentimenti che vengono contraccambiati. Nell'ultima puntata Elizabeth diventa la chiave per instaurare la pace tra i terrestri e i visitatori; viene pertanto invitata ad imbarcarsi su una nave spaziale diretta al pianeta dei visitors, ma Kyle non volendo lasciarla andare da sola, si imbarca di nascosto sulla navicella.

### Robert Maxwell
È il padre di Robin Maxwell, e nonno di Elizabeth Maxwell. Affermato antropologo, subisce la persecuzione da parte dei visitatori, quando questi accusano ingiustamente tutti gli scienziati del mondo di minare l'alleanza tra le due specie. Diventa un prezioso componente della resistenza, e alla fine sacrifica la propria vita per salvare il mondo; difatti al ritorno dei visitors, Diana era intenta ad usare un cannone potentissimo con il quale spazzare via la città di Los Angeles, allo scopo di distruggere le fabbriche che producevano la polvere rossa. Robert, tuttavia, precedentemente ferito in una sparatoria, decide di usare l'astronave madre per schiantarsi contro il cannone in orbita attorno alla Terra.

### Maggie Blodgett
Il compito di Maggie nella resistenza fu quello di sedurre il collaborazionista Daniel Bernstein, quindi approfittare dell'intimità stretta con lui, per scoprire notizie importanti e top secret. In più di un'occasione le informazioni raccolte da Maggie si sono rivelate fondamentali per la pianificazione di un'ottima strategia da parte della resistenza.

### Abraham Bernstein
Abraham Bernstein è interpretato da Leonardo Cimino.
Durante i primi attacchi si ricorda del suo passato, nei campi di concentramento nazisti nel corso della seconda guerra mondiale, ostile agli invasori aiuta l'intera famiglia di Robert Maxwell. Famoso per aver ideato il simbolo V della  Resistenza pronunciando la frase: «V significa Vittoria». Viene ucciso venendo tradito dal suo nipote Daniel.

### Ruby Engels
Un'anziana signora, attrice di teatro ed esperta in camuffamenti. Il suo lavoro come governante presso l'ambasciata dei visitatori le permette di apprendere preziose informazioni, grazie alle quali la resistenza riesce a pianificare numerosi attacchi. Viene uccisa da Daniel Bernstein durante un'incursione dei ribelli.

### Chris Farber
Collega e socio di Ham Tyler. È un esperto dinamitardo e, come Ham, non ha molta simpatia per Mike Donovan e compagni; tuttavia il suo aiuto si rivela molto prezioso per la resistenza.

### Sancho Gomez
Sancho era il giardiniere di casa Maxwell. Quando sono iniziate le persecuzioni ai danni degli scienziati, Sancho nasconde Robert e famiglia nel suo camion, e cerca di portarli in salvo. Riesce nell'intento ma viene catturato dai visitatori. Condotto sull'astronave madre, viene sottoposto agli atroci esperimenti di Diana, ma successivamente viene salvato da Mike Donovan, che intanto era salito sull'astronave per cercare suo figlio.

### Dan Pascal
È un abilissimo falsario. Grazie a lui, la resistenza riesce a clonare un pass che consentirà ai ribelli di attuare un importante piano, quello cioè di smascherare i visitatori in mondovisione. Catturato dai Visitatori, gli confessa l'ubicazione del loro centro operativo. Quando questo risulta essere distrutto dalla "copertura" di Ham Tyler e Chris Farber, mentre i membri della resistenza fuggono, viene ucciso da Brian.

### Howard K. Smith
Howard K. Smith è un giornalista e conduttore televisivo che combatte la sua guerra contro i visitatori con la propaganda. Non è un vero e proprio personaggio poiché lo si vede sempre e soltanto al telegiornale. Infatti molte delle puntate del serial cominciano con un breve notiziario in cui lui illustra la situazione nel mondo delle varie resistenze contro i visitatori. A volte da buone notizie, altre volte cattive nuove. I suoi notiziari vengono poi sempre chiusi con la consegna da parte della sua TV, simbolo della libertà, di medaglie al valore a quei ribelli che si sono particolarmente distinti.

### Mark
È un ex-poliziotto che, pur di non sottostare alle leggi dei visitatori, lascia il suo lavoro e si unisce alla resistenza. È il fidanzato di Maggie Blodgett, anche se i due non vanno molto d'accordo a causa della relazione che quest'ultima instaura con Daniel Bernstein allo scopo di scoprire i piani dei visitatori. I due poi si chiariranno e decidono di sposarsi, tuttavia il loro sogno d'amore non si coronerà mai dal momento che Mark resta ucciso durante un attacco ad una centrale idrica dei visitatori.

### Harmony Moore
Lavora come cameriera nella mensa della fabbrica di Arthur Dupres, dove conosce e si innamora di Willie ignorando la sua vera identità. Quando scopre chi è veramente Willie ne rimane inorridita, ma ci ripensa convinta che i sentimenti siano più importanti delle differenze. Rimane uccisa sull'astronave madre durante un assalto della Resistenza.

### Kathleen Maxwell
È la moglie di Robert Maxwell; rimane uccisa durante un assalto dei visitatori a un rifugio della resistenza.

## Terrestri

### Josh Brooks
Interpretato dal giovane attore Tommy Petersen.
È un ragazzino biondo di circa 13 anni di San Pedro (Los Angeles) ed è il migliore amico di Sean Donovan, il figlio di Mike.
Per lui, come per molti altri ragazzi, l'arrivo dei visitatori è stato molto significativo. Per esempio, adesso gioca insieme a Sean con delle riproduzioni giocattolo di astronavi aliene. I suoi genitori sono morti durante un attacco alieno, mentre lui si è salvato nascondendosi in casa di Sean. Qui, impotente, ha assistito alla cattura dell'amico e di sua madre. Poco dopo Josh incontra Mike e gli riferisce come si è svolto il rapimento di Sean. 
Viene affidato da Mike alle cure del proprietario di un ristorante affinché si eviti che gli alieni lo catturino. In seguito si ritroverà nella base della Resistenza, la quale viene attaccata dagli alieni alla fine del secondo episodio della miniserie. Il personaggio scompare poi dalla miniserie e non viene ripreso nella serie tv seguente.

### Stanley Bernstein e Lynn Bernstein
Sono i genitori di Daniel; temono il figlio perché collabora coi visitatori.

### Benjamin Taylor
Interpretato da Richard Lawson.
Scienziato e collaboratore di Juliet Parrish, fratello di Elias, ladro con il quale litiga; finirà con il morire fra le sue braccia, per via di un raggio alieno, poco dopo aver fatto pace.

### Arthur Dupres
È il marito di Eleanor Dupres e patrigno di Mike Donovan. Accusa problemi di alcol ma dimostra buon senso quando, nauseato dalle ambizioni della moglie di accattivarsi gli alieni, la lascia uscendo pertanto di scena.

### Marjorie Donovan
Una volta moglie di Mike Donovan, ora i due sono separati; è la madre di Sean. Ospitale, inizialmente non prova rancore verso gli alieni, quando vede le loro reali intenzioni si prodiga riuscendo a salvare Josh Brooks, un ragazzo che aveva perso i suoi genitori durante un attacco. Marjorie viene catturata dai visitatori, mentre Josh si salva nascondendosi in un armadio.